# Gymnastique artistique aux Jeux olympiques d'été de 2008 - Finale hommes au saut de cheval
Pour un article plus général, voir Gymnastique artistique aux Jeux olympiques d'été de 2008.
Navigation
Athènes 2004 Londres 2012
Résultats de la compétition du saut de cheval hommes lors des Jeux olympiques d'été de 2008 à Pékin.

## Résultats
| Rang                                | Gymnaste           | Pays        | Score D | Score E | Pén.   | Score 1 | Score D | Score E | Pén.   | Score 2 | Total  |
| ----------------------------------- | ------------------ | ----------- | ------- | ------- | ------ | ------- | ------- | ------- | ------ | ------- | ------ |
| Médaille d'or, Jeux olympiques      | Leszek Blanik      | Pologne     | 7.000   | 9.600   |        | 16.600  | 7.000   | 9.475   |        | 16.475  | 16.537 |
| Médaille d'argent, Jeux olympiques  | Thomas Bouhail     | France      | 7.000   | 9.575   |        | 16.575  | 7.000   | 9.500   |        | 16.500  | 16.537 |
| Médaille de bronze, Jeux olympiques | Anton Golotsutskov | Russie      | 7.000   | 9.500   |        | 16.500  | 7.000   | 9.450   |        | 16.450  | 16.475 |
| 4                                   | Marian Drăgulescu  | Roumanie    | 7.000   | 9.800   |        | 16.800  | 7.200   | 8.750   | 0.3    | 15.650  | 16.225 |
| 5                                   | Benoît Caranobe    | France      | 7.000   | 9.375   | 0.1    | 16.275  | 7.00    | 8.950   | 0.1    | 15.850  | 16.062 |
| 6                                   | Dmitry Kasperovich | Biélorussie | 7.000   | 9.300   |        | 16.300  | 7.000   | 8.900   | 0.1    | 15.800  | 16.050 |
| 7                                   | Flavius Koczi      | Roumanie    | 7.000   | 8.800   | 0.3    | 15.500  | 7.000   | 9.350   |        | 16.350  | 15.925 |
| 8                                   | Isaac Botella      | Espagne     | 6.600   | 9.475   |        | 16.075  | 6.600   | 9.100   | 0.3    | 15.400  | 15.737 |
| Rang                                | Gymnaste           | Pays        | Saut 1  | Saut 1  | Saut 1 | Saut 1  | Saut 2  | Saut 2  | Saut 2 | Saut 2  | Total  |